# Kenyapotamus
Kenyapotamus é um possível antepassado dos atuais hipopotamídeos que viveu em África há cerca de 16 a 8 milhões de anos atrás, durante o Mioceno. O seu nome reflete o local de origem dos fósseis encontrados (no Quénia).
Ainda que pouco se saiba sobre o género Kenyapotamus, o seu padrão dentário apresenta algumas semelhanças com o do género Xenohyus, um taiassuídeo europeu do Mioceno inicial. Isto levou alguns cientistas a concluir que os hipopótamos eram aparentados a esta família e aos porcos (suídeos).
Recentes pesquisas moleculares sugeriram que os hipopotamídeos estavam mais aparentados aos cetáceos que aos outros artiodátilos. Uma análise morfológica dos fósseis de artiodátilos e baleias, incluindo também exemplares de Kenyapotamus, apoiou ainda mais fortemente a teoria quanto à relação próxima entre hipopotamídeos e a família anatomicamente semelhante dos antracoterídeos. Duas baleias arcaicas (Pakicetus e Artiocetus) teriam formado o grupo irmão do clado hipopotamídeos-antracoterídeos, mas esta relação foi debilmente sustentada.